# 暖泉镇 (盖州市)
暖泉镇，是中华人民共和国辽宁省营口市盖州市下辖的一个乡镇级行政单位。

## 行政区划
暖泉镇下辖以下地区：
二道沟村、前红村、后暖泉村、前暖泉村、方屯村、三道沟村、龙王庙村、董店村和七盘岭村。